# Carne (pel·lícula)
Carne és una pel·lícula de sexplotació argentina del 1968 escrita i dirigida per Armando Bó. Protagonitzada per Isabel Sarli com a Delicia, una treballadora d'una fàbrica d'envasament de carn, on es converteix en víctima de violadors.

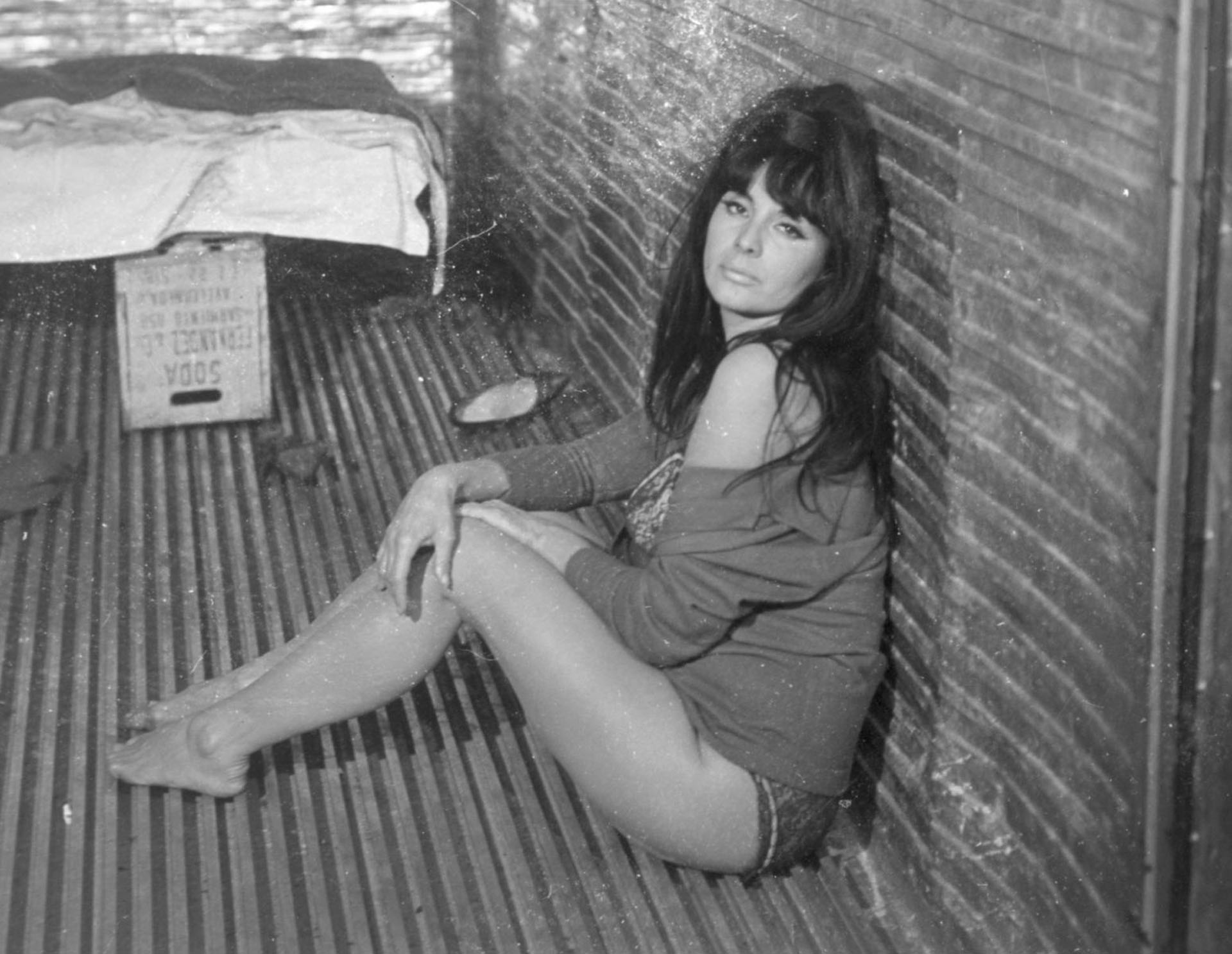
Isabel Sarli, protagonista de "Carne"

## Repartiment
- Isabel Sarli com Delicia
- Víctor Bó com Antonio Aicardi

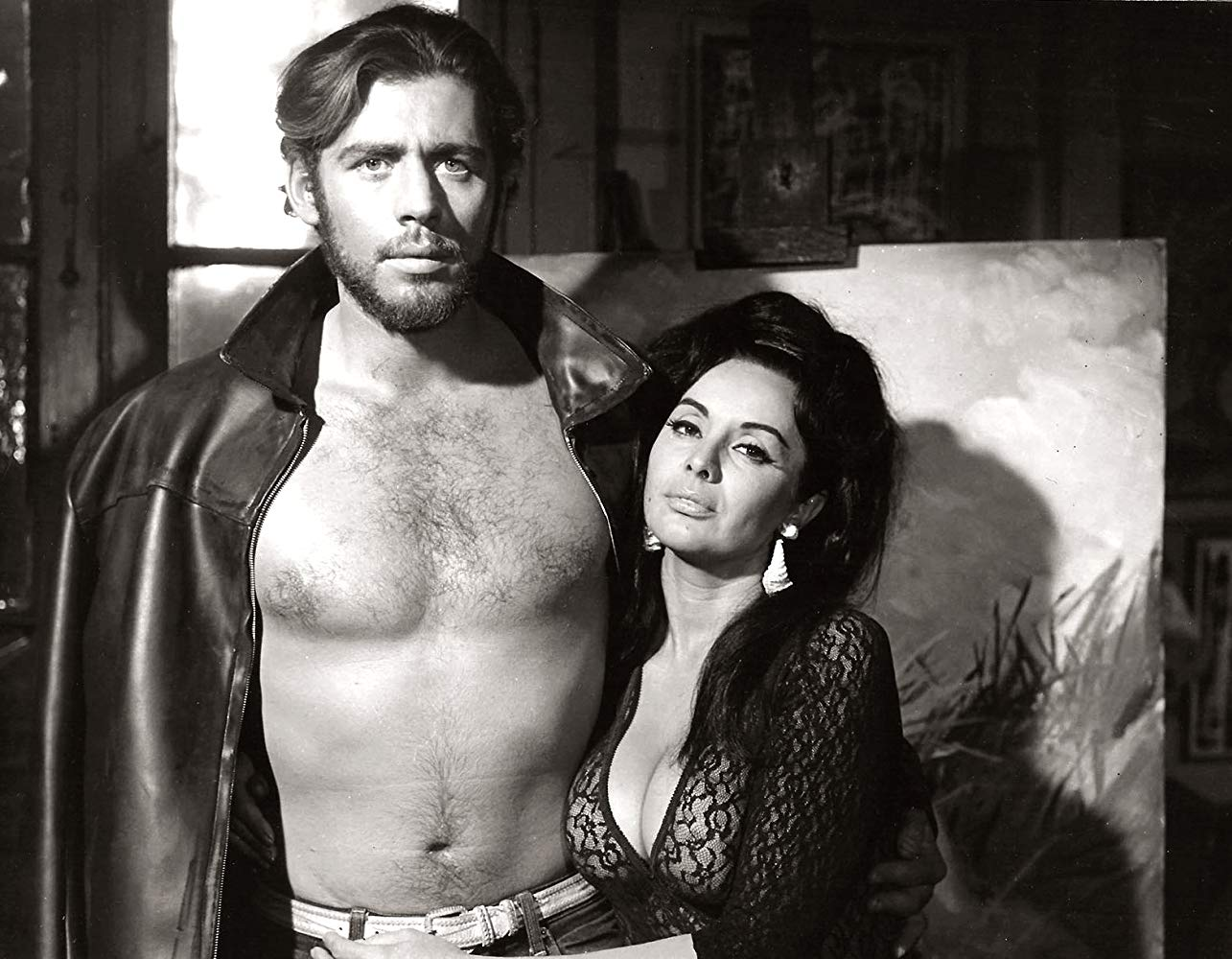
Víctor Bó i Isabel Sarli com Antonio i Delicia.

- Romualdo Quiroga com Humberto "el macho"
- Vicente Rubino com un homosexual
- Juan Carlos Altavista com José García
- Alba Solís com cantant
- Oscar Valicelli com Jacinto
- Pepita Muñoz com a treballador

## Producció
A la pel·lícula Isabel Sarli té escenes de sexe explícites amb Víctor Bó, que era fill d'Armando Bó. Armando i Isabel eren amants en aquell moment, així que en Víctor era el seu fillastre. En entrevistes, Víctor va parlar més tard de la dificultat de filmar les escenes eròtiques amb Isabel "Coca" Sarli: "Amb Coca va ser una relació molt particular, perquè quan teníem escenes d'amor riem tots dos perquè estàvem molt nerviosos."

## Estrena
Carne es va estrenar el 24 d'octubre de 1968 a diferents sales de Buenos Aires i al cinema Ocean Rex de Mar del Plata. Reportedly, egons s'informa, el dia de l'estrena més de dos mil espectadors van fer llargues cues per veure la pel·lícula. Als importants cinemes de Buenos Aires Hindú i Callao, que s'utilitzaven per a estadístiques, el La participació va ser de 2.633 persones, sent la pel·lícula més vista de les que es van estrenar aquell dia.

## Anàlisi crítica

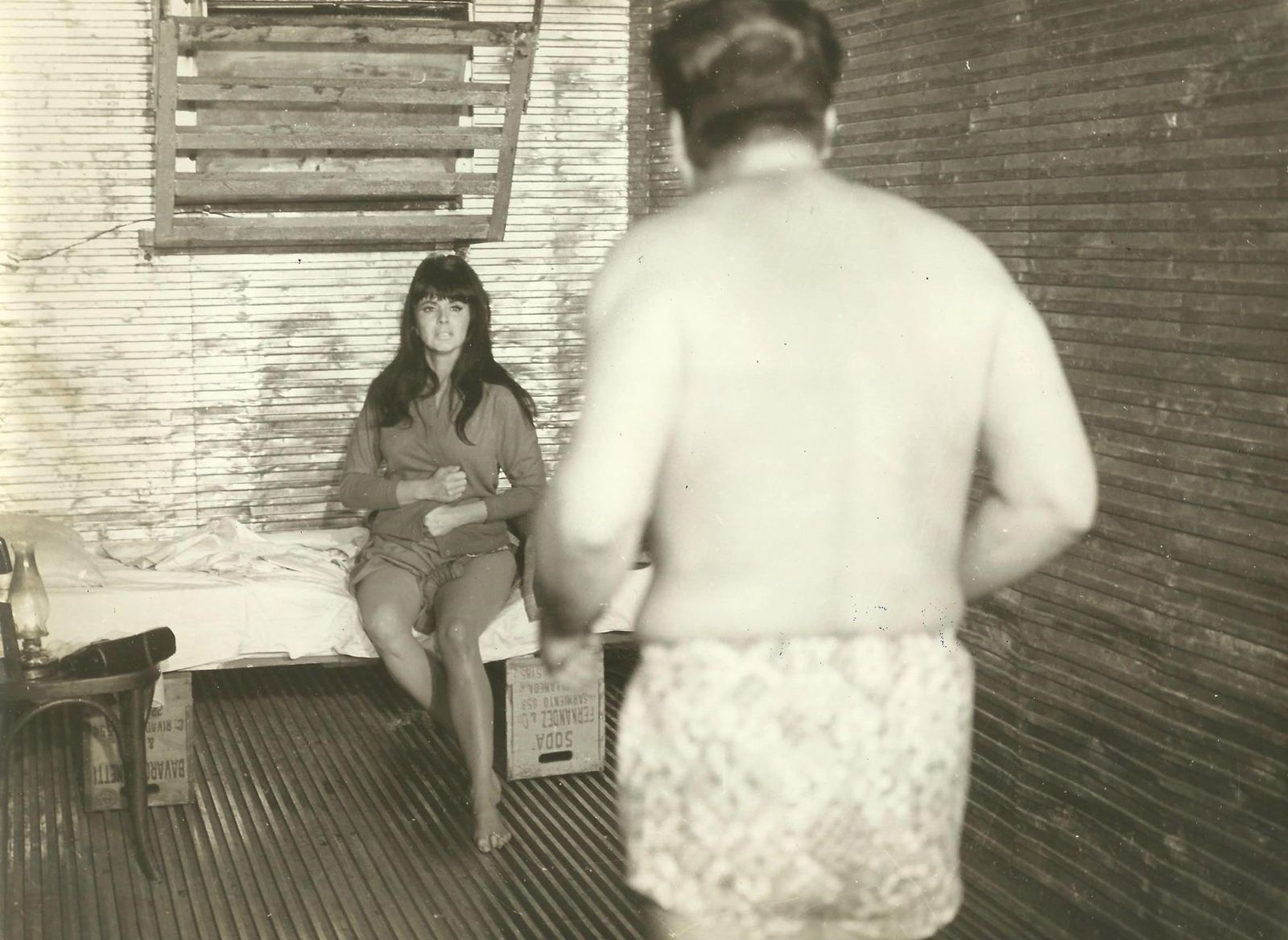
Delicia (Sarli) a punt de ser violada en un camió on va ser segrestada pels seus companys de feina.

Els escriptors Raúl Manrupe i María Alejandra Portela van caracteritzar la pel·lícula per tenir "metratge en blanc i negre sense cap explicació, vermell com a color dominant i camp portat a les seves últimes conseqüències." Al llarg de la pel·lícula, el cos femení és objectivat com "un tros de carn", amb superposicions d'imatges de talls de carn i el cos de Sarli. L'escriptora Tamara Drajner Barredo considerava que "aquesta identificació del cos femení amb la carn té com a correlació una identificació del desig sexual amb un desig carnal animalitzat i irracional". Aquest es fa explícit en el diàleg final, en el qual Antonio diu a Delicia que la van violar "per satisfer l'instint animal que tots portem dins. Però sense ànima, sense amor." Bó sempre va mantenir que les seves pel·lícules tractaven qüestions socials, evidents en pel·lícules primerenques com El trueno entre las hojas de 1958 i Sabaleros de 1959. No obstant això, aquesta intenció de la crítica social i el realisme de les seves primeres pel·lícules es va anar diluint a mesura que el director i Sarli va adquirir un reconeixement nacional i internacional, substituint-los pel tradicional melodrama, crim i picaresca, on les escenes eròtiques "van adquirir la seva pròpia autonomia." No obstant això, en una entrevista de 1974 per a la revista Siete Días Bó encara afirmava que les seves pel·lícules "tracten de qüestions socials, però com que Isabel hi actua, el sexe té implicacions en l'argument". El problema social descrit a Carne és el de la violència; fins i tot es podria argumentar que la pel·lícula pretén cridar l'atenció sobre la violència masclista. En aquesta qüestió, Bó va afirmar:
| « | El que hi havia dins d'aquell camió no era una persona. Era carn, res més que carn. Perquè si aquells nois haguessin vist l'ànima, el patiment d'aquella dona, no ho haurien fet. Vaig intentar fer un paràmetre, entre la carn que consumim cada dia i la carn com a objecte sexual. | » |

A més de la violència, l'amor té un paper protagonista a la pel·lícula: apareix un fil conductor que "mou els protagonistes a estar junts, a tenir relacions sexuals, a expressar els seus desitjos, i també és el que permet a Delicia avançar malgrat la violació.
Aquest és explícitament el missatge que Bó ha volgut donar amb la pel·lícula, amb un text que llegeix a la conclusió: "El veritable amor pur, sense concessions, i la bondat de Déu triomfarà sobre la violència i l'onada de terror que envaeix el món." Amb Carne, d'una banda, Bó pretén denunciar la violència i el drama a què està sotmès el treballador i, de l'altra, exaltar els valors de família, progrés, treball i amor.
Carne va inaugurar una nova era de l'"excés" en la filmografia de Bó i Sarli.

## Llegat

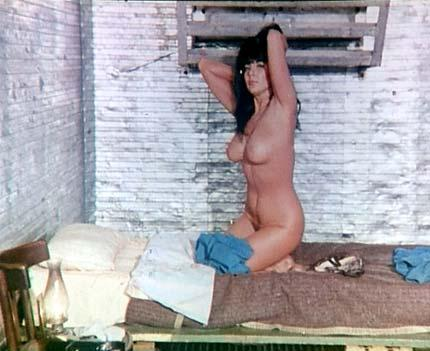
Escena en color de la pel·lícula que mostra Sarli nua al jaç

Com a una de les pel·lícules més emblemàtiques de Bó i Sarli, Carne es considera una fita en la seva filmografia. L'edició espanyola de Vanity Fair el va descriure el 2017 com "la seva obra mestra". Anys després de la seva estrena, sobretot des de l'estabilitat democràtica que va començar amb el presidència de Raúl Alfonsín el 1983, el seu treball—incloent pel·lícules com Carne, Fiebre, Una mariposa en la noche  i Desnuda en la arena—es van començar a revalorar com a clàssic de culte i icona pop. El 2015, Télam va situar Carne al número 4 de la seva llista de "20 pel·lícules clàssiques del cinema eròtic", considerant-la "la representació total" de l'obra de Bó. Pel que fa a la influència cultural de la pel·lícula a l'Argentina, l'agència de notícies va afirmar: "En aquesta pel·lícula passa una cosa que crida molt l'atenció: està present a la nostra memòria sense haver-la necessàriament vist, una síntesi total de la popularitat de la dama del cinema eròtic nacional. Un parell de frases han quedat a la història." Una d'aquestes frases és "canalla ¿qué pretende usted de mí?", comunament atribuït al personatge de Sarli abans de ser violada en un camió. Encara que la frase està "gravada a la cultura popular atgentina", en realitat mai es va dir a la pel·lícula, constituint "un autèntic mite popular." L'escena en què Sarli és violada sobre un tros de la carn de boví mentre el violador crida "Carne sobre carne" constitueix el moment definitori de la pel·lícula i és molt recordada a la cinefília argentina. "Carne sobre carne" ha estat considerada "la frase més famosa que ha sortit dels personatges [de Bó]."
La banda de rock argentí Bersuit Vergarabat va recrear part de la pel·lícula al seu vídeo musical de 2004 per "La argentinidad al palo". El grup volia incloure el famós "¿qué pretende usted de mí?" citar, així que van haver de contactar amb Sarli per "enregistrar-lo i parafitzar-lo d'una vegada per totes". La pel·lícula documental del 2007 Carne sobre carne, dirigida per Diego Curubeto, pren el seu nom de Carne i inclou escenes de la pel·lícula. El director estatunidenc John Waters afirma ser un gran admirador de Carne i ha citat les pel·lícules de Bó i Sarli com a una inspiració. Va dir a Mariano Kairuz de Página/12 el 2012 que "Armando Bó i Isabel Sarli són com Josef von Sternberg i Marlene Dietrich."